# توما بيسكيه
توما بيسكيه، من مواليد 26 فبراير 1978 في مدينة روان، هو مهندس طيران فرنسي وطيار ورائد فضاء في وكالة الفضاء الأوروبية. اختير بيسكيه من قبل وكالة الفضاء الأوروبية كمرشح ليصبح رائد فضاء في مايو 2009، وأكمل تدريبه الأساسي بنجاح في نوفمبر 2010. بين نوفمبر 2016 ويونيو 2017، كان بيسكيه جزءًا من طاقم البعثة 50 والبعثة 51 بصفته طيرانًا. عاد بيسكيه إلى محطة الفضاء الدولية مرة ثانية في أبريل 2021 على متن مركبة كرو دراجون التابعة شركة سبيس إكس في مهمة لمدة 6 أشهر.

## حياته الشخصية
ولد بيسكيه في روان، فرنسا وتعتبر مدينة دييب مسقط رأسه. يمتلك بيسكيه حزامًا أسودًا في الجودو ويعتبر كرة السلة والركض والسباحة والاسكواش رياضاته المفضلة. يحب الأنشطة الخارجية والمغامرة، ويستمتع بركوب الدراجات في الجبال والتزلج الشراعي على الماء والإبحار والتزلج الثلجي وتسلق الجبال. كما يتمتع بخبرة واسعة ويحمل تراخيص متقدمة في الغوص والقفز بالمظلات. تشمل اهتماماته الأخرى السفر ولعب الساكسفون والقراءة. وهو أحد مشجعي منتخب فرنسا لكرة القدم. آن موتيت هي شريكته.

## تعليمه
تخرج بيسكيه في مدرسة ليسيه بيير كورنيل في روان، فرنسا، عام 1996.
في عام 2001، حصل على درجة الماجستير من المعهد العالي للملاحة الجوية والفضاء في تولوز، فرنسا، حيث تخصص في أنظمة الفضاء وميكانيكا المركبات الفضائية. أمضى سنته الأخيرة قبل التخرج في مدرسة البوليتكنيك في مونتريال، كندا، كطالب تبادل في ماجستير الطيران والفضاء.
تخرج بيسكيه من مدرسة طيران الخطوط الجوية الفرنسية في عام 2006. قاده ذلك للحصول على رخصة طيار النقل الجوي تصنيف.
يتحدث بيسكيه الفرنسية والإنجليزية والإسبانية والصينية والألمانية والروسية، وهو عضو في الجمعية الفرنسية للملاحة الجوية والملاحة الفضائية (3 إيه إف)، وفي المعهد الأمريكي للملاحة الجوية والفضائية (إيه آي إيه إيه).

## حياته المهنية
اعتبارًا من أكتوبر 2001، عمل بيسكيه كمهندس لديناميكيات المركبات الفضائية في مهام الاستشعار عن بعد لشركة جي إم في في مدريد، إسبانيا.
بين عامي 2002 و2004، عمل بيسكيه في وكالة الفضاء الفرنسية، سي إن إي إس، كمهندس أبحاث في مهمات الفضاء ذات التحكم الآلي. أجرى أيضًا دراسات مختلفة حول تصميم القسم الأرضي الأوروبي المستقبلي وحول تنسيق تكنولوجيا الفضاء الأوروبية. منذ أواخر عام 2002، كان ممثلًا لوكالة الفضاء الفرنسية في اللجنة الاستشارية لنظم البيانات الفضائية (سي سي إس دي إس)، حيث عمل على موضوع الدعم المتبادل بين وكالات الفضاء الدولية.
بصفته طيارًا خاصًا، اختير عام 2004 لينضم لبرنامج التدريب على الطيران التابع للخطوط الجوية الفرنسية. أصبح فيما بعد طيارًا تجاريًا لشركة الطيران الفرنسية، حيث بدأ قيادة طائرة إيرباص إيه 320 في عام 2006. سجل بيسكيه أكثر من 2000 ساعة طيران على العديد من الطائرات التجارية، وتأهل ليصبح مدرب طيران على طائرة إيه 320، ومدرس في إدارة موارد الطاقم.
في عام 2018، حصل بيسكيه على تصنيف الطيران بطائرة إيرباص إيه 320 وهو مؤهل لقيادة طائرة نوفسبيس زيرو جي.